# Infantado
El Infantado, también llamado Infantazgo,  fue una célebre institución real que surgió a mediados del siglo X tanto en el Reino de León como en el Condado de Castilla. En esencia se trataba de la herencia que recibían las hijas solteras de los reyes leoneses, una herencia compleja en la que se incluían una serie de monasterios con sus propiedades, siempre y cuando dichas mujeres cumplieran con unos requisitos impuestos por sus progenitores.

## Historia del Infantado
En el Reino de León nació el Infantado de León a raíz de la creación de Ramiro II de León (entre los años 931 y 951) del monasterio de Palat del Rey para su hija Elvira. Elvira profesó en este monasterio y fue la primera domina o abadesa hasta que más tarde toda la comunidad se trasladó al monasterio de San Pelayo.  A partir de este momento el infantado leonés  se denominó Infantado de San Pelayo.
En el Condado de Castilla se copió el sistema (año 972), siendo el primero el Infantado o Infantazgo de Covarrubias, a instancias del conde García Fernández y de su esposa Ava. Fue creado para la hija de ambos Urraca García y vinculado al monasterio de San Cosme y San Damián, poniendo a su disposición un rico patrimonio.
Tanto la Historia Silense como el Chronicon Mundi de Lucas de Tuy comentan el requisito de virginidad de las infantas para poder disfrutar de la herencia. Los historiadores han podido comprobar que no en todos los casos era indispensable dicho requisito y en efecto este hecho se corrobora en el Chronicon Compostellanum escrito en el siglo XII cuya documentación revela que no solo las hijas solteras heredaban y regían sobre los señoríos sino también algunas casadas.
Era requisito irrefutable que a la muerte de las infantas la herencia de los señoríos del infantado recayeran de nuevo a la corona.
En el siglo XV los Reyes Católicos crearon el título nobiliario Ducado del Infantado y se lo otorgaron a Diego Hurtado de Mendoza II Marqués de Santillana en 1475. Este título no tiene ninguna relación con el Infantado medieval.